# Friedrich Bogislaw von Puttkamer
Friedrich Bogislaw von Puttkamer (* 15. April 1732 bei Stolp; † 11. März 1806 in Hebrondamnitz) war ein preußischer Rittergutsbesitzer und langjähriger Landrat des Kreises Stolp. 
Er war ein Angehöriger des pommerschen Adelsgeschlechts Puttkamer. Sein Vater Bogislaw Ulrich von Puttkamer war Erbherr auf Deutsch Karstnitz und Benzin und von 1724 bis 1740 Landrat des Kreises Stolp. Seine Mutter Clara Constantia war eine Tochter des preußischen Generals Georg Bogislaw von Wobeser. Sein älterer Bruder Georg Henning von Puttkamer stieg in der preußischen Armee bis zum Generalleutnant auf. 
Friedrich Bogislaw von Puttkamer besuchte das Gymnasium im Kloster Berge und studierte anschließend an der Universität Königsberg. Er heiratete um 1756 Henriette Dorothea von Thielen, eine Witwe, die das im Kreis Stolp gelegene Rittergut Hebrondamnitz mit in die Ehe brachte. 1769 verzichtete er gegen eine Abfindung auf seine Ansprüche an den Gütern, die seinem Vater gehört hatten. 
1771 wurde er zum Landrat des Kreises Stolp gewählt und von König Friedrich dem Großen ernannt. Er starb im Jahr 1806. Als Landrat folgte ihm Leopold Nicolaus George von Zitzewitz.